# 共产主义纲领 (荷兰)
共产主义纲领（荷蘭語：Communistisch Platform）是荷兰的一个共产主义组织。该组织成立于2014年。该组织的意识形态是共产主义、正统马克思主义。该组织的政治观点与大不列颠共产党 (临时中央委员会)相似，两者保持非正式联系。
该组织成立后，长期在社会党内部活动。2020年10月起，由于共产主义纲领与社会党领导层发生严重的意见冲突，共产主义纲领成员被社会党开除。2022年，该组织与被开除出社会党的其他几个派系共同建立“社会主义者”党（2025年，改名为革命社会党）。